# 河田直也&桜井一枝のうきうき土曜リクエスト
河田直也&桜井一枝のうきうき土曜リクエスト（かわたなおや・さくらいかずえのうきうきどようリクエスト）とは、MBSラジオで2010年4月10日から2017年3月18日まで放送された音楽番組。河田直也（毎日放送アナウンサー）と桜井一枝（フリーアナウンサー）の冠番組で、毎週土曜日の午後に長時間の生放送を実施していた。

## 概要
- 『時さんのまるごとリクエスト』『青ちゃんのてるてるリクエスト』『西靖&桜井一枝のわくわく土曜リクエスト』（以下『わくわく』と略記）と続いたシリーズ（以下「『土曜リクエスト』シリーズ」と略記）の4代目で、初代から引き続き桜井一枝がレギュラー出演。基本として、『わくわく』での放送内容を継承している。
  - 2010年8月28日の放送では、桜井が声を出せなくなったため出演せず、代役として森川みどりが出演した。桜井にとって、病気でレギュラー番組を休んだのは、芸能生活で初めてであった。
  - 2013年8月31日の放送では、桜井に代わって、豊永真琴（当時は『MBSタイガースライブ』月～火曜および土・日曜スタジオ担当）が河田のパートナーを担当。2014年11月29日・12月6日・12月13日の放送では、腰痛の療養で休演した桜井の代役を鳥居睦子が務めた。
- 前番組『わくわく』のパーソナリティーだった西靖（MBSアナウンサー）が、2010年3月27日の放送を最後に『土曜リクエスト』シリーズを卒業。同番組で西の代役を務めた経験がある後輩アナウンサー・河田直也を『土曜リクエスト』シリーズ4代目のパーソナリティーとして起用するとともに、番組のタイトルを一新した。
- 河田が他のレギュラー番組との兼ね合いでスタジオに出演できない場合には、同番組に出演する後輩アナウンサーがパーソナリティ代理として登場。河田が取材で海外に赴いている場合には、渡航先から電話で出演する。
  - 2011年には、7月25日から9月23日までは「河田直也の60日間ほぼ世界一周 昔の人は偉かったザ・ワールド」で海外へ渡航していたため、7月30日から帰国翌日（9月24日）の放送まで山中真が河田の代役でパーソナリティを務めた。
  - 2012年のロンドンオリンピック期間中には、「嗚呼！花の応援マン」という周辺取材リポーターとして、毎日放送代表でロンドンに派遣された。このため、7月28日放送分では山中、8月4日放送分では福島暢啓、8月11日放送分では大吉洋平が代演している。
  - 2014年のソチオリンピック期間中にも、「嗚呼！花の応援マン」としてソチに派遣された。このため、2月8日・2月22日放送分では福島、2月15日放送分では大吉が代演している。
  - 2014年5月10日には、MBSテレビが『月刊カワスポ with Tigers』（河田がレギュラーで司会を務める生放送番組）を16:30 - 17:30に編成した関係で、同番組を放送する時間帯のみ福島がパーソナリティ代理として出演した。
- 放送や番組表では、西以降の男性アナウンサーを「桜井チルドレン」と呼んでおり、番組に関わった順に西→「長男」、河田→「次男」、山中→「三男」、鈴木→「四男」、大吉→「五男」、福島→「六男」、金山泉→「七男」、森本尚太→「八男」という位置づけになっている。
- 2017年3月の最終放送（18日放送分）で、河田が当番組を卒業するとともに、『うきうきリクエスト』としての放送を終了。奇しくも、河田が当番組を担当した期間は、『わくわく』時代の西と同じ7年間であった。同年4月8日（実質4月1日開始予定だったが、同日は「前夜祭」とされた[1]）以降[2]の放送では、後輩のスポーツアナウンサー・井上雅雄[3]を桜井の相手役へ起用するとともに、『桜井一枝&井上雅雄のるんるん土曜リクエスト』とのタイトルで『リクエスト』シリーズを継承。井上はスポーツアナウンサーとしての活動も続けるため、スポーツ中継などとの兼ね合いで休演する場合には、金山・森本尚太を含む他のスポーツアナウンサーが井上の代役を交互に務める。
- 『るんるん土曜リクエスト』が2020年3月14日放送分で終了することに伴って、『土曜リクエスト』シリーズにも終止符を打つことが決まったため、同年2月15日には『るんるん土曜リクエスト』の放送枠で当番組の復活生放送（『河田直也&桜井一枝のうきうき土曜リクエスト・リターンズ』）を実施。河田は、『るんるん土曜リクエスト』の最終回にも出演したほか、『桜井一枝のそれそれ!?リクエスト』（『土曜リクエスト』シリーズの後継企画として2020年4月から『マンデースペシャル2』枠で月に1回放送）の第3回（同年6月15日）で桜井と三度コンビを組んでいる。

## DJ
- 河田直也
- 桜井一枝

### コーナーパーソナリティー
- 市川いずみ（MBSベースボールパークスタジオ案内。当番組内包前から担当）

## 放送時間
- 基本として毎週土曜 13:45 - 17:43
  - 前番組の『わくわく』と同じく、1時間の特別番組を放送する関係で、16:38で終了する場合もある。
  - MBSラジオでは、2013年度ナイターオフ期間（2013年11月 - 2014年3月）の毎週土曜日17:59 - 19:25に、『withタイガース　カワスポサタデー運動部!』（河田をメインMCに起用したMBSテレビのスポーツ情報番組『カワスポ』のラジオ版）を生放送。河田はこの期間中に、当番組と『withタイガース　カワスポサタデー運動部!』 のパーソナリティを兼務している。また、当時両番組の間（17:45 - 17:59）に編成していた生放送番組『1179 いい話 泣く話』のパーソナリティをU.K. （『ちちんぷいぷい』木曜日のロケコーナー「昔の人は偉かった」に「くっすん」名義で河田と共演）が務める関係で、当番組から3番組連続で生放送に登場することもあった。
    - 2014年2月16日の『MBSサンデースペシャル』（20:00 - 21:00）では、当番組と『withタイガース　カワスポサタデー運動部!』のコラボレーションによる事前収録の特別番組として『藤本敦士と河田直也・桜井一枝のうきうきカワスポ運動部』を放送した。

  - 2016年4月改編より、毎週土曜日13:45 - 13:55に放送されていた『ヨドバシカメラ presents キャイ〜ンの家電ソムリエ』（九州朝日放送制作）が毎週日曜日12:50 - 13:00に移動したため、当番組の開始が従来より10分繰り上げられた。

### プロ野球中継との関係
- MBSベースボールパーク（阪神タイガースデーゲーム実況中継）がある時は野球の試合状況により短縮か休止される。なおタイガース戦デーゲーム放送が予定されながら雨天中止となった場合は、通常放送であるものの17時までは「MBSベースボールパーク・スペシャル」扱いでの放送であるため土曜日のベースボールパーク協賛スポンサー各社の提供が付く。
- なお、土曜日が全試合ともデーゲームだったり雨天中止になったりした場合は「MBSベースボールパーク」の中継枠の時間帯（基本 17:59 - 21:00）に『MBSベースボールパーク・うきうき土曜リクエスト延長スペシャル』（エムビーエルベースボールパーク・うきうきどようリクエストえんちょうスペシャル）を放送する場合がある（この場合は「ベースボールパーク」解説者がコメンテーターとして出演し、リクエスト紹介の合間にプロ野球やスポーツの話題も入れる）。ただし、週によっては、「号外ますだスポーツ」など別のスポーツ特番を放送する場合もある。
  - タイガース戦ナイター中継が雨天中止となった場合はタイガースライブ協賛スポンサー各社が提供に付く。タイガース戦以外のカードが予定されながら中止、または当初からナイターが組まれていない場合はスポンサーなしのパーティシペーションとなる。
  - 河田が前述の世界一周へ出発する直前（2011年7月23日）には、当番組の放送枠でプロ野球オールスターゲーム第2戦（QVCマリンフィールドでのデーゲーム）中継のネット受けを「MBSタイガースライブスペシャル」として実施した関係で、本編を短縮する代わりに『延長スペシャル』を放送。『延長スペシャル』には、河田からのパーソナリティの引き継ぎを兼ねて、山中も出演している。河田の帰国翌日にも、当番組放送枠の全編がタイガース対読売ジャイアンツのデーゲーム中継（阪神甲子園球場）に充てられたため、河田の帰国報告・山中からのパーソナリティ引き継ぎを兼ねた『延長スペシャル』を当初の予定より繰り下げて放送している。
- また、土曜日にタイガース戦が中止となった場合は連続7時間（実際は2015年6月まで17:43-17:59に定時番組が入り中断あり）放送されることになる。実際、このケースは東日本大震災による日本プロ野球の開幕延期に伴い、2011年4月9日に、またプロ野球が雨天中止となったため2013年4月6日と、セントラル・リーグクライマックスシリーズ・ファイナルが予定日程より早く終了したため同年10月19日にも発生した。
- 毎日放送がテレビ・ラジオともプロ野球中継のタイトルを『MBSベースボールパーク』に改めた2014年のプロ野球シーズンには、当番組の時間帯で阪神甲子園球場・京セラドーム大阪での阪神主催試合を中継する場合に、当番組とのコラボレーション企画で桜井を中継のゲストに派遣する。
- 2015年7月から2016年1月2日までは、17:45 - 17:59の定時番組枠が廃枠[4]されたため、当面の措置として『延長スペシャル』を17:45開始に繰り上げていた。また、ナイター中継がある場合やナイターオフ編成時も、17:45 - 17:59に『延長スペシャル』を放送するようになった（その場合、内容は平日同時間帯の『まだまだええなぁ! もうすぐベースボールパーク』と大体同じになる）。このため、事実上は住之江競艇のミニ番組を挟んだ17:59までの定時放送となっていた。なお、デーゲームが17:43を越えて延長した場合は、住之江競艇のミニ番組に続けて『延長スペシャル』（またはナイター中継）が開始される形になっていた。なお、2016年1月9日から17:45 - 17:59の定時番組枠に『JR東海プレゼンツ 寺田一義の旅のEXパート』が設定されることになったため、2015年6月以前の状態に戻った。
- 2016年度から、同番組の放送が13:45開始となったため、その時間以後に試合が開始される場合は『MBSベースボールパーク』を事実上フロート番組（内包コーナー扱い）化した（ただし番組表の上では別番組扱いとされている）。
- 中央競馬主要GI競走が行われる場合、その前日の20時台に『GI最前線 ジョッキー★ナイト』が放送される都合上、ナイター中継を放送せずに『延長スペシャル』を実施する場合もある（例として2015年5月30日　この日は「ソフトバンク対ヤクルト」がナイターで組まれていたが、『ジョッキー★ナイト』放送のためニッポン放送からのネットを受けかった）。

## ジングル
オープニングではノーランズ「I'm in the Mood for Dancing」をバックに2人がタイトルコール。
「わくわく～」に引き続きウクレレ演奏にのせて歌う事が多い（時報明けでは必ずウクレレ）。
他にも、CM直前はルパン三世のテーマ・ドラえもんのうた・天城越えなどをバックにすることもある。

## 番組内のコーナー
- 朗読クイズ

河田が問題の曲の歌詞の一節を朗読し、その題名を当てる。
- 鍵盤ハーモニカクイズ
- 木琴クイズ
- リコーダークイズ（主にゲストが演奏。リコーダークイズ実施時は朗読クイズを休止。）

それぞれパーソナリティーが楽器を使ってある曲を演奏し、その題名を当てる。
クイズの応募はすべてハガキのみで受け付ける。放送日の翌週の金曜日必着。
各クイズごとに、正解者の中から抽選で1人に2万円が贈られる。
以上のコーナーは、レギュラー放送枠を短縮する場合に変更・割愛することがある（その際には他のクイズの賞金が3万円や5万円に増額される場合もある）一方で、「延長スペシャル」としてナイトゲームの中継枠で放送する場合には実施。河田がスタジオへ出演できない場合には、代役を務めるアナウンサーが出題する。
スペシャルウィークには「全問正解チャレンジ」と題して全てのクイズの答えを1枚のはがきに書いて応募（通常通り、「各クイズごとに応募」もできる）し、タイトル通り全問正解した人の中から抽選で1人に5万円（あるいは10万円）が贈られる。
- 『ウィークエンドネットワーク』

本編をMBSで制作する企画ネット扱いで17時台に内包。特別編成などでレギュラー放送を16:38で終了する場合には、17:38から独立番組として放送する。デーゲーム中継の延長で放送できなかった場合は、ネットCMのみをナイター中継内で放送する。
番組内のインフォマーシャル・ラジオショッピングコーナーでは、MBSのアナウンサーがパーソナリティを務める他の生ワイド番組と違って、河田（休演時にはパーソナリティ代理のアナウンサー）が登場せず桜井のみで進行。毎年の最終放送では、リスナーからの楽曲リクエスト企画として、河田と桜井の対戦形式による「赤白歌合戦」を実施している。

## リクエスト募集時間
- ファクス…放送当日 13:00 - 17:00
- メール…24時間

「延長スペシャル」としてナイター中継枠で放送するのであれば、一旦17:00で昼の部の募集を締め切った後、改めて延長スペシャル用の分をファクスとメールのみ20:00まで募集する
メッセージが読まれた方には番組特製クオカード（額面500円の「ノーマル」と額面1000円の「プラチナ」の2種類があり、メッセージの内容などでどちらを贈るかが決まった）がプレゼントされる。